# Hydroerosive Bearbeitung
Hydroerosive Bearbeitung, auch Hydroerosives Schleifen (HE-Schleifen), engl. Hydro Erosive Grinding (HEG), ist ein abtragendes Fertigungsverfahren, bei dem eine mit Schleifpartikeln versetzte abrasive Flüssigkeit unter hohem Druck von bis zu 120 bar durch das Werkstück gepumpt wird.

## Anwendung
Die hydroerosive Bearbeitung wird vorzugsweise zum Entgraten verwendet. Insbesondere bei der Produktion von Dieselmotoren wird das hydroerosive Schleifen benutzt, um in den Düsenkörpern die Einspritzbohrungen auf der Innenseite zu verrunden.

## Beispiele
Die folgenden Beispiele wurden auf Verrundungsanlagen der Firma Sonplas gefertigt.

### Diesel Düsenbohrungen

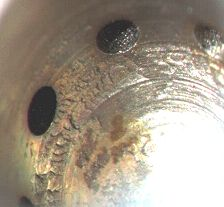
Einspritzdüse vor der Verrundung
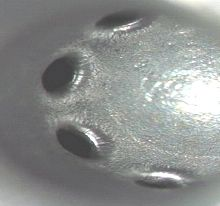
Einspritzdüse nach der Verrundung

### Hochdruckbohrung

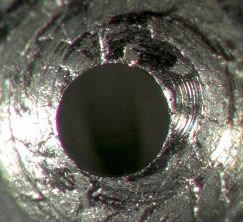
Hochdruckbohrung vor der Verrundung
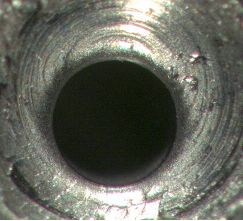
Hochdruckbohrung nach der Verrundung
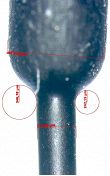
Silikonabdruck der Hochdruckbohrung

### Drosselbohrung nach dem Verrunden in einer Diesel Verteilerleiste

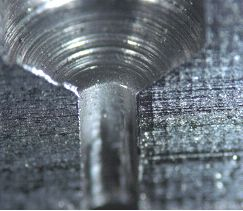
Beispiel 1
Beispiel 2